# Kathedrale von Digne

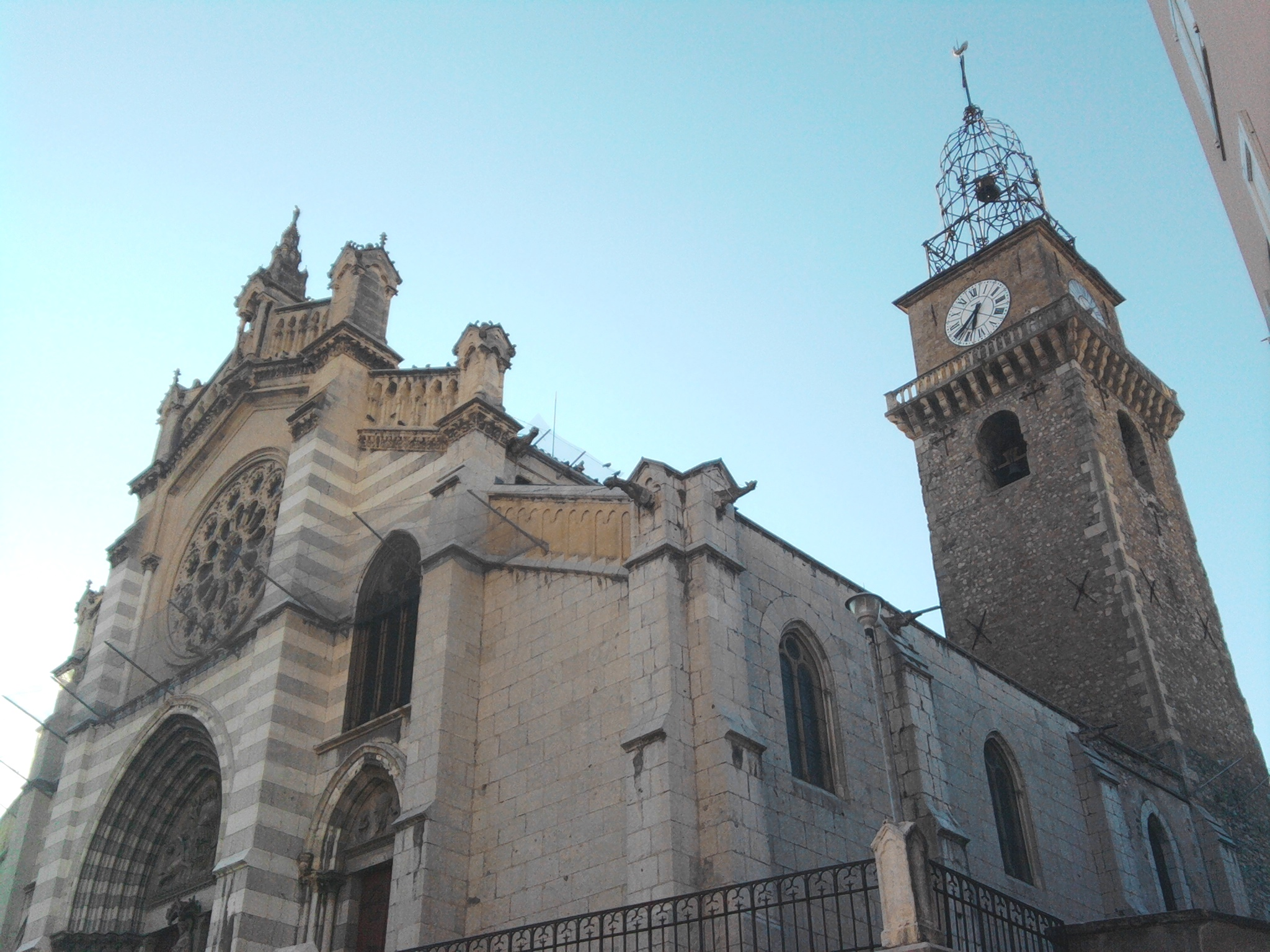
Kathedrale St Jérôme von Digne

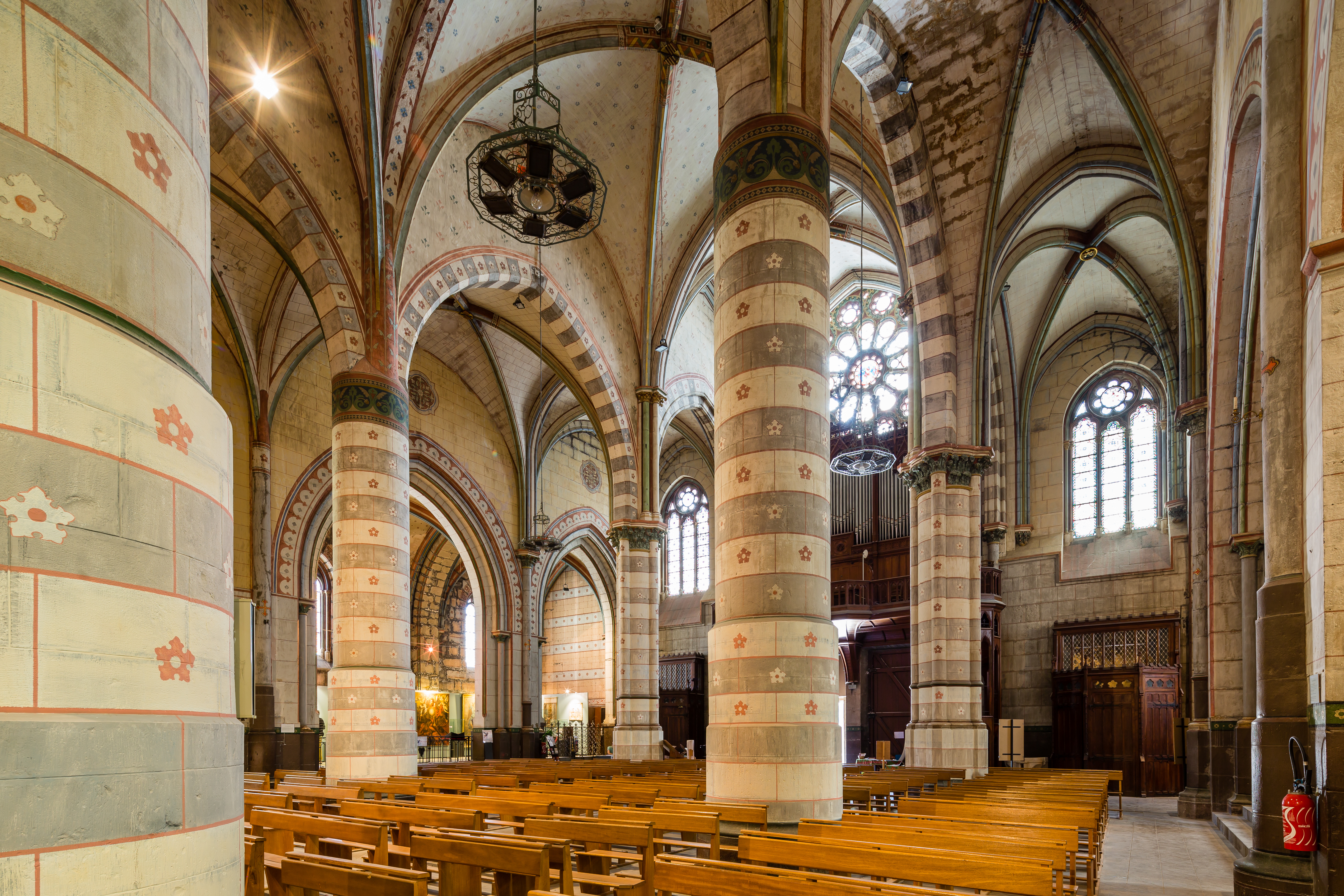
Inneres der Kathedrale

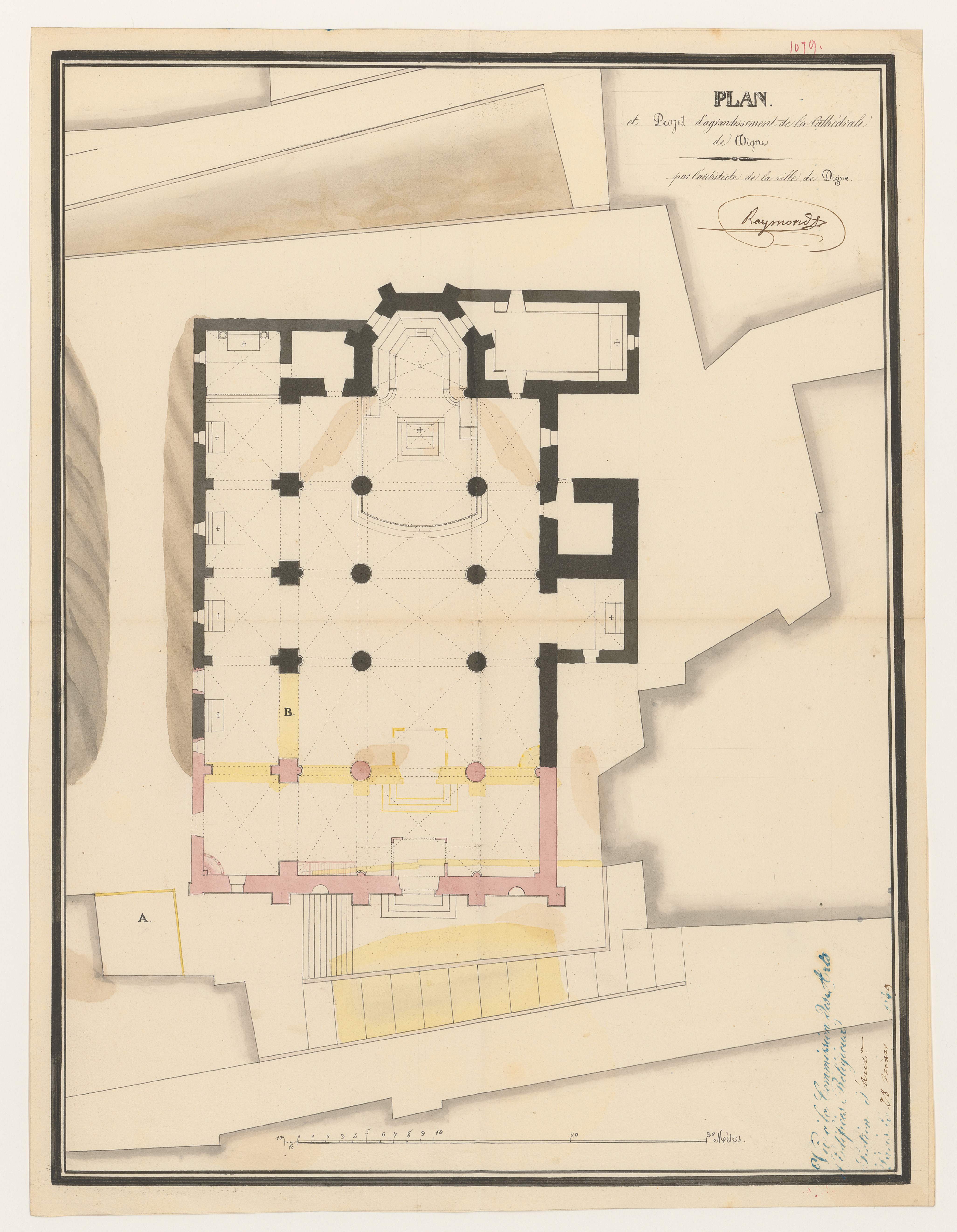
Grundriss der Kathedrale St Jérôme incl. der Erweiterung im 19. Jh.

Die Kathedrale von Digne in der hochprovençalischen Stadt Digne-les-Bains im Süden Frankreichs ist ein Kirchenbau der Römisch-katholischen Kirche. Sie ist dem Patrozinium des Hieronymus (Saint Jérôme), einem der vier „lateinischen“ Kirchenväter unterstellt und wurde bereits im Jahr 1906 als Monument historique eingestuft.

## Geschichte
Angeblich war Digne bereits seit dem 4. Jahrhundert Sitz eines Bischofs. Aufgrund der örtlichen Zweiteilung der Stadt im Mittelalter in ein erhöht liegendes Burgviertel (bourg) und eine sich darum gruppierende Siedlung (cité) geriet die alte und zu klein gewordene Kathedrale des Burgviertels (Cathédrale Notre-Dame du Bourg) im 15. Jahrhundert ins Abseits. Ende des Jahrhunderts entstand ein Neubau, dessen Nordseite im 17. Jahrhundert durch Seitenkapellen geöffnet wurde. In den Jahren 1846–1862 erfuhr der Bau durch den Architekten Antoine-Nicolas Bailly, einen Schüler Viollet-le-Ducs, nochmals tiefgreifende Veränderungen – so wurde die gesamte Westfassade um ein Joch verlängert und umgestaltet.

## Architektur
Die im 15. Jahrhundert erbaute Kirche ist dreischiffig; das Mittelschiff ist gegenüber den beiden Seitenschiffen erhöht, aber nicht eigenständig belichtet. Die Spitzbogenfenster der polygonal gebrochenen Apsis sind ohne Maßwerk; das Maßwerk der Seitenschifffenster zeigt Einflüsse der beginnenden Renaissance. Das gesamte Innere der Kirche inklusive der kapitelllosen Rundpfeiler, auf denen die Gurtbögen und Gewölberippen aufruhen, ist verputzt und mit Fugenmalereien bedeckt. Um die Mitte des 19. Jahrhunderts wurde die Westseite um ein Joch verlängert und in einem romanisch-gotischen Stilmix neugestaltet. Das Tympanonfeld zeigt Christus als Weltenrichter in einer von den vier Evangelistensymbolen getragenen Mandorla; am Trumeaupfeiler findet sich die Figur des hl. Hieronymus.

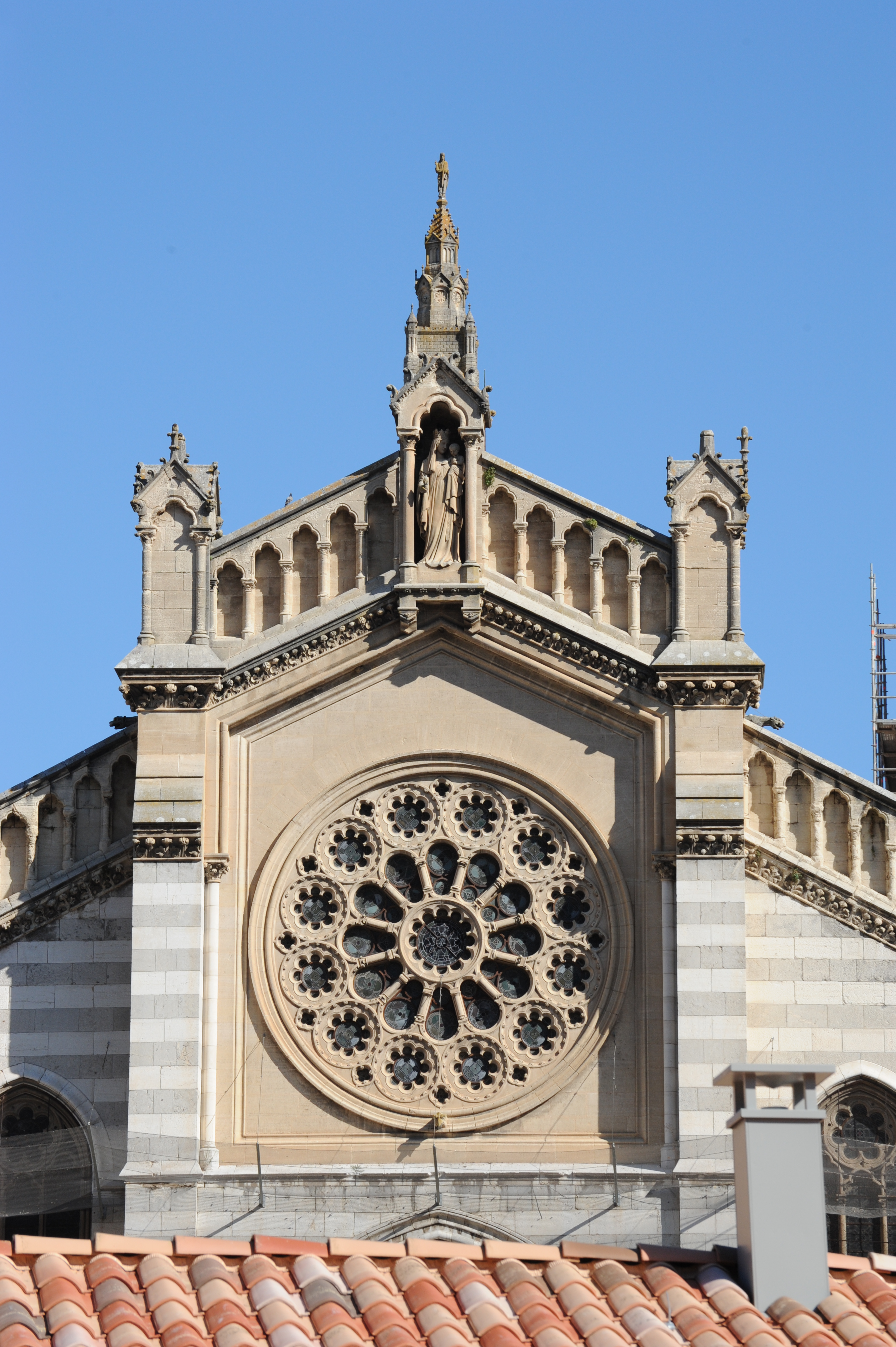
Westrose
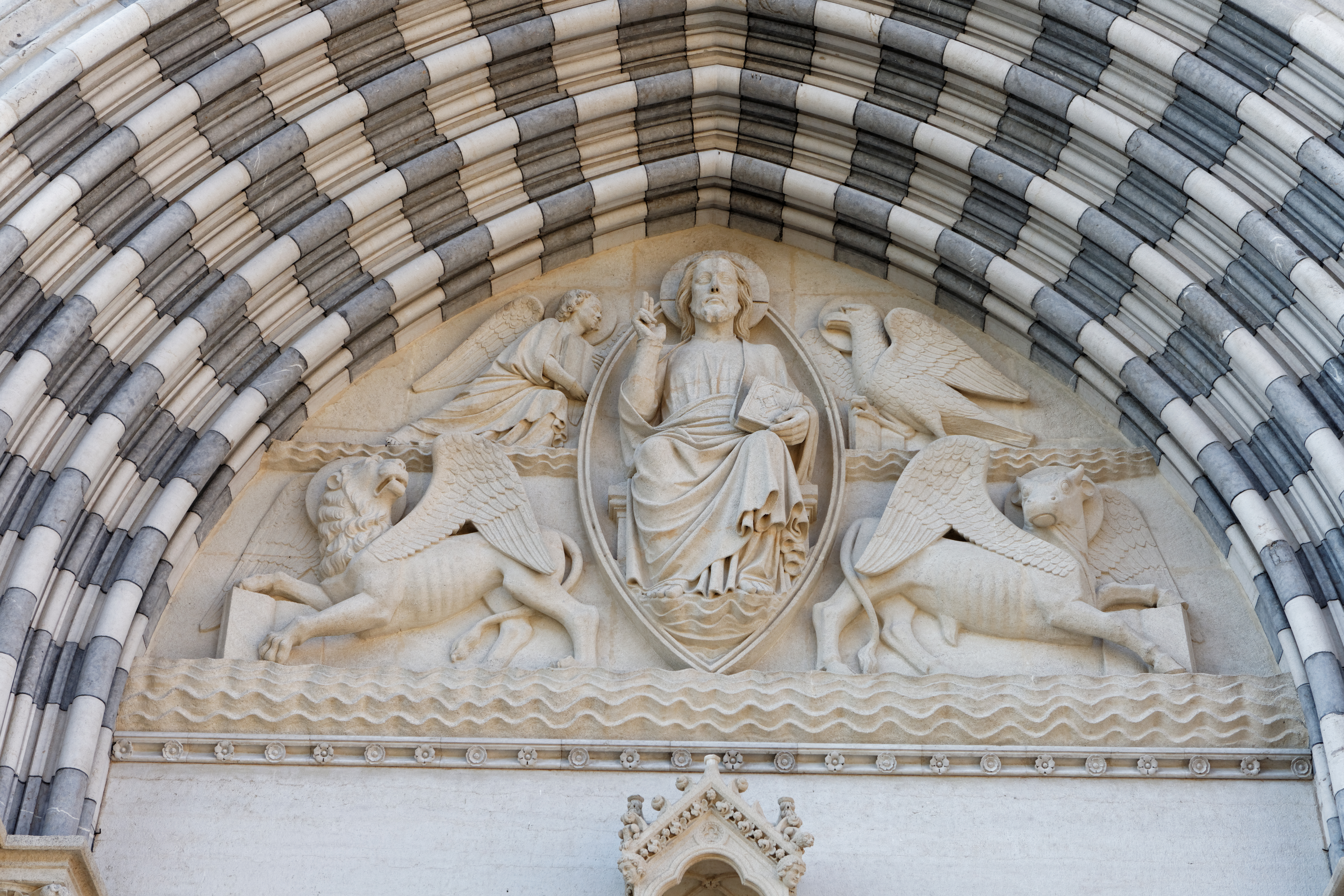
Tympanon
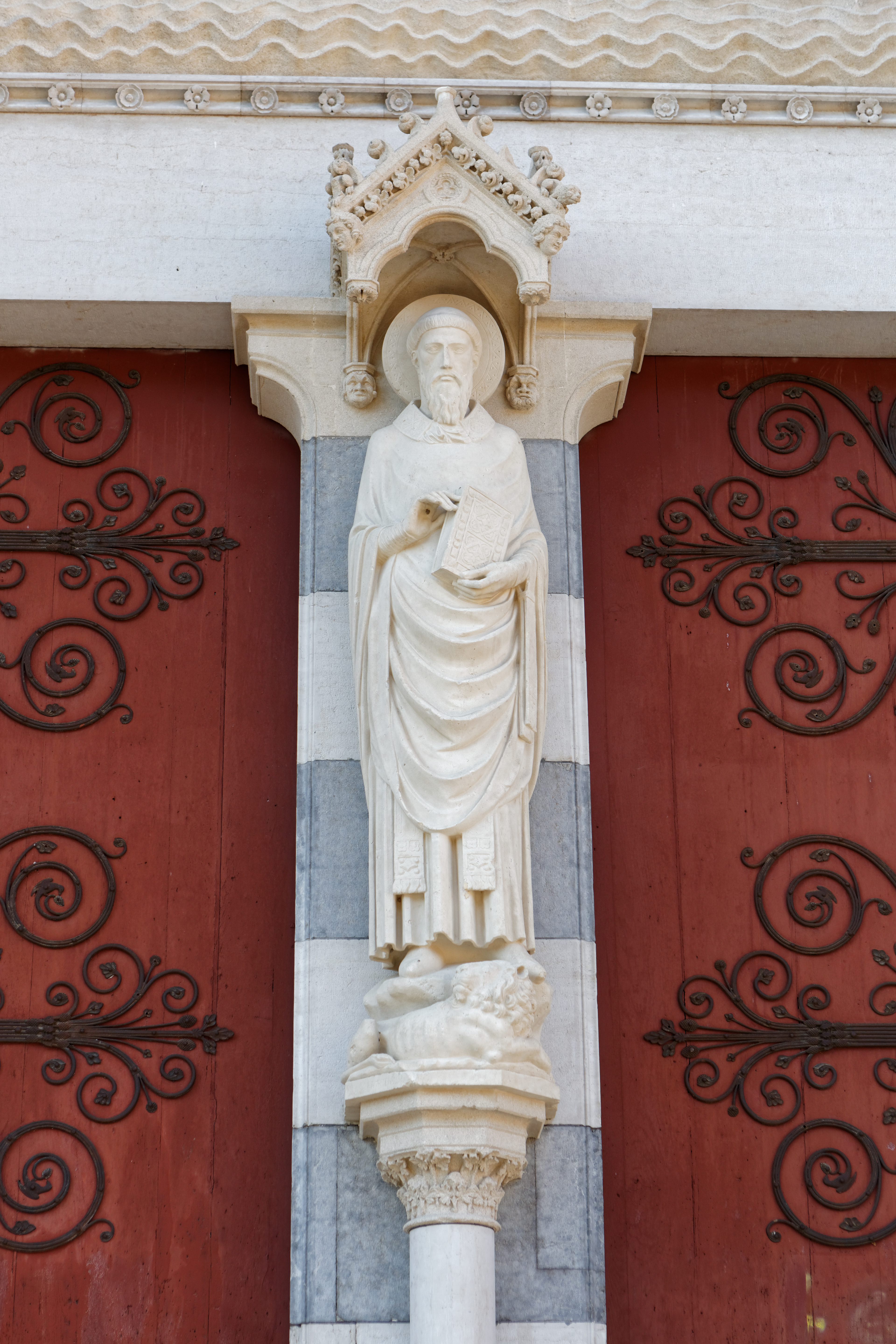
hl. Hieronymus
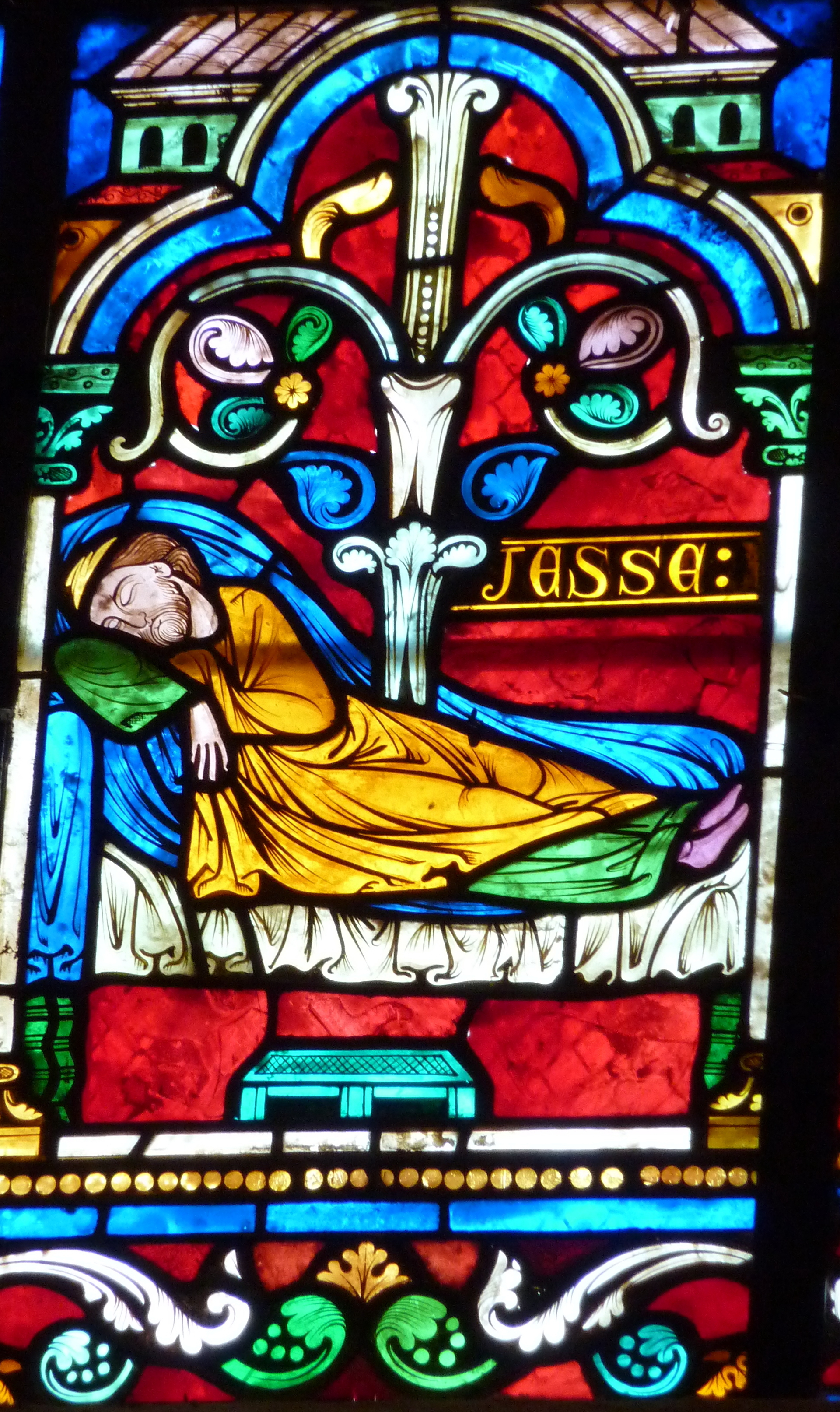
Wurzel-Jesse-Fenster

Während die sichtbaren Steine der Kirche exakt behauen sind, besteht der Turm – mit Ausnahme der Ecksteine – aus Bruchsteinen. Er endet in einem – in der Region typischen – schmiedeeisernen Glockenkäfig.

## Ausstattung
Zur denkmalgeschützten Ausstattung gehören zahlreiche Reliquienbehältnisse sowie sonstiges Kirchengerät; die Glasmalereien stammen allesamt aus dem 19. Jahrhundert (siehe Anm. 1).

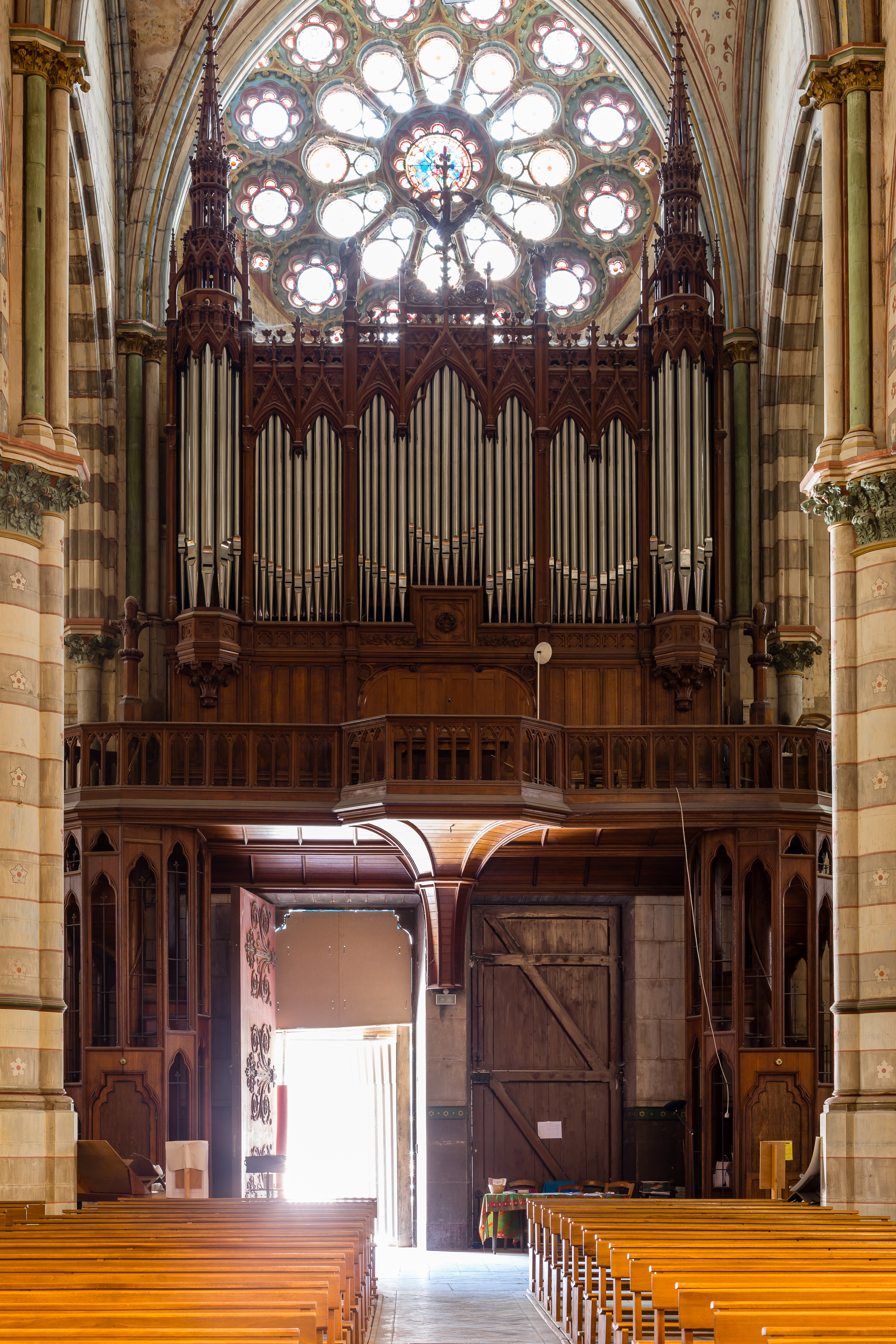
Blick auf die Hauptorgel

Die große Orgel (Orgue de tribune) wurde 1865 von dem Orgelbauer Cavaillé-Coll erbaut und zuletzt von dem Orgelbauer Simon im Jahre 1994 restauriert. Das Instrument hat 21 Register auf zwei Manualwerken und Pedal. Die Spiel- und Registertrakturen sind mechanisch.
| I Grand Orgue C–f3 |                             |        |
| 01.                | Montre                      | 16'    |
| 02.                | Montre                      | 08'    |
| 03.                | Flûte harmonique            | 08'    |
| 04.                | Bourdon                     | 08'    |
| 05.                | Prestant                    | 04'    |
| 06.                | Quinte                      | 02 ⁄3' |
| 07.                | Doublette                   | 02'    |
| 08.                | Plein Jeu harmonique III-VI |        |
| 09.                | Trompette                   | 08'    |
| 10.                | Trompette                   | 08'    |

| II Récit expressif C–f3 |                   |     |
| 11.                     | Flûte traversière | 08' |
| 12.                     | Viole de gambe    | 08' |
| 13.                     | Voix céleste      | 08' |
| 14.                     | Flûte octaviante  | 04' |
| 15.                     | Octavin           | 02' |
| 16.                     | Trompette         | 08' |
| 17.                     | Basson-Hautbois   | 08' |
| 18.                     | Voix humaine      | 08' |
|                         | Tremolo           |     |

| Pédale C–f1 |          |     |
| 19.         | Soubasse | 16' |
| 20.         | Bourdon  | 08' |
| 21.         | Flûte    | 04' |

- Koppeln: I/I (Suboktavkoppel), II/I, I/P, II/P